# Santo et le Trésor de Montezuma
Série
Operación 67
(1968) Santo et le trésor de Dracula
(1969)
Pour plus de détails, voir Fiche technique et Distribution.
Santo contre le trésor de Montezuma (El tesoro de Moctezuma) est un film mexicain coréalisé par René Cardona et son fils René Cardona Jr., sorti en 1968. 
C'est le dix-neuvième film dans lequel apparaît El Santo, el enmascarado de plata.

## Fiche technique
- Titre original espagnol : El tesoro de Moctezuma
- Titre français : Santo contre le trésor de Montezuma[1]
- Réalisation : René Cardona, René Cardona Jr.
- Scénario : Rafael García Travesi, Gregorio Walerstein
- Photographie : Fernando Colín, Raúl Domínguez
- Montage : José Juan Munguía
- Musique : Enrico C. Cabiati
- Producteur : Juan Fernando Pérez Gavilán, Mauricio Walerstein
- Société de production : Cima Films, Estudios América
- Pays d'origine :  Mexique
- Langue : Espagnol
- Format : Couleur — 35 mm — Son : Mono
- Genre : Film dramatique, Film policier, Film d'aventure, Film d'action, Thriller
- Durée : 87 minutes (1 h 27)
- Dates de sortie :
  - Mexique : 4 juillet 1968
  - Espagne : 22 novembre 1968 (Madrid)

## Distribution
- El Santo : El Santo
- Jorge Rivero : Jorge Rubio
- Amadee Chabot : Estela Ruiz, dite Flor de Loto
- Maura Monti : l'espionne
- Noé Murayama : Suki
- José Luis Caro :
- Miguel Gómez Checa : le chef de l'organisation criminelle
- Manuel Capetillo : lui-même